# Karl-Heinz Braun
Karl-Heinz Braun (Eupen, 16 april 1964) is een Belgisch politicus van Ecolo.

## Levensloop
Braun behaalde het diploma van ingenieur aan de Universiteit Luik. Beroepshalve werd hij informaticus.
Van 2002 tot 2006 was hij secretaris-generaal van de Ecolo-partijafdeling van Lontzen. Vervolgens was hij van 2006 tot 2009 provincieraadslid van Luik en raadgevend lid van het Parlement van de Duitstalige Gemeenschap. Daarna was hij 2009 tot 2014 volwaardig lid van het Parlement van de Duitstalige Gemeenschap. Bovendien was hij van 2006 tot 2009 lid van de Raad van de Euregio Maas-Rijn.
Sinds 2018 is hij gemeenteraadslid van Lontzen. Begin 2019 werd hij OCMW-voorzitter van de gemeente.